# Hal Colebatch
Hal Colebatch CMG (Engeland, 29 maart 1872 – Australië, 12 februari 1953) was de twaalfde premier van West-Australië.

## Vroege jaren
Colebatch werd geboren in 1872 in Engeland. Hij kwam uit een gezin met zeven kinderen. Zijn vader was George Pateshall Colebatch, boer en apotheker, en zijn moeder heette Georgina Gardner. In 1878 migreerde het gezin naar Goolwa in Zuid-Australië. Colebatch volgde er onderwijs aan een lokale school. Op elfjarige leeftijd ging hij als kantoorjongen bij de Norwood Free Press aan de slag. In Norwood volgde hij avondlessen stenografie, Engelse literatuur en Latijn.
Toen de Norwood Free Press failliet ging werkte Colebatch voor een aantal kranten in Peterborough, Port Pirie en Laura. Op zijn zestiende verhuisde hij naar Broken Hill en werd er journalist bij de Silver Age. Tijdens een staking in 1892 woonde hij een vakbondsvergadering bij, nam notities en werd later op het proces tegen de stakingsleiders als getuige gedagvaard. Dit toevallige en nauwe contact met het syndicalisme wekte bij hem geen sympathie voor de arbeidersbeweging op.

## West-Australië
In 1894 trok Colebatch naar de West-Australische goudvelden en ging in Coolgardie bij de Golden Age aan de slag. Het jaar daarop werkte hij enkele maanden voor de Kalgoorlie Miner. In 1896 verhuisde hij naar Perth en werd redacteur mijnen voor de Morning Herald. Op 29 april 1896 huwde hij de Zuid-Australische Maud Mary Saunders. Ze kregen samen twee zonen. In 1904 werd Colebatch hoofdredacteur van de Morning Herald maar niet lang daarna werd hij eigenaar en hoofdredacteur van een belangrijke streekkrant, de Northam Advertiser. Van 1909 tot 1914 was Colebatch burgemeester van Northam. Hij organiseerde er de verkiezing van James Mitchell voor het West-Australische lagerhuis ('Legislative Assembly').
In 1912 trad Colebatch voor het kiesditrict 'East Province' toe tot het West-Australische hogerhuis ('Legislative Council'). Hij was er voorstander van beter plattelandsonderwijs, de hervorming van het lagerhuis en de snelle ontwikkeling van West-Australië door landtoewijzingen en immigratie. Colebatch was voorzitter van de Northamse afdeling van de 'Liberal League' en lid van haar West-Australisch uitvoerend comité. De 'League' was niet officieel aan de liberale partij gebonden en Colebatch stond op zijn onafhankelijkheid.
In die tijd was de Laborregering van John Scaddan aan de macht. Veel van diens hervormingen werden in het hogerhuis tegen gehouden. Colebatch was een sterk redevoerder en werd als officieus oppositieleider aanzien. In 1916 viel de regering. Frank Wilson vormde een nieuwe regering en benoemde Colebatch tot voorzitter van het hogerhuis, koloniaal secretaris en minister van onderwijs. Colebatch speelde geen rol in de vorming van de 'Nationalist Party'. Premier Wilson werd vervangen door Henry Lefroy. Colebatch behield zijn bevoegdheden en werd bovendien vicepremier. Hij slaagde erin vier districtsscholen op te richten, Rottnesteiland van een gevangenis in een natuurreservaat en vakantiedorp te veranderen, de gezondheidszorg te hervormen en de staatsbedrijven te reorganiseren.
Na een regeringscrisis in april 1919 werd Colebatch door de 'Nationalist Party' als opvolger voor premier Lefroy gekozen. Colebatchs regering bestond ongeveer uit dezelfde mensen als Lefroys regering. Enkel James Mitchell werd eraan toegevoegd. Colebatch slaagde er echter niet in een zetel in het lagerhuis te veroveren. De 'Country Party' weigerde een zetel in het hogerhuis voor een zetel in het lagerhuis te ruilen. Andere alternatieven had Colebatch, door zijn steun aan de niet-gesyndikeerden tijdens een arbeidsconflict in de haven van Fremantle, niet. Colebatch trad daardoor al na een maand af en werd vervangen door James Mitchell. Hij werd wel terug vicepremier. Van 1919 tot 1923 kende West-Australië een periode van politieke stabiliteit waarin Mitchell en Colebatch gezamenlijk West-Australiës verdere ontwikkeling in goede banen leidden. Ze voerden de niet voor iedereen even geslaagde Group Settlement Schemes in. Colebatch was verantwoordelijk voor de oprichting van het departement 'North West'.
In 1923 werd Colebatch als West-Australisch diplomaat ('agent-general') naar Londen gezonden. Hij werd er in 1923 tot lid in de Orde van Sint-Michaël en Sint-George benoemd en op het einde van zijn termijn in 1927 tot ridder geslagen. Na zijn terugkeer in Perth werd Colebatch door de overheid verzocht om ter gelegenheid van de eeuwviering van de Britse kolonisatie van West-Australië een geschiedenis van West-Australië op te stellen. In 1929 werd A Story of a Hundred Years uitgebracht.
Van 1927 tot 1933 speelde Colebatch een rol in de federale politiek. In 1933 nam hij zijn taak als diplomaat in Londen weer op. Colebatch leidde in 1934 de West-Australische delegatie die het Britse parlement een verzoekschrift voor de West-Australische secessie wenste voor te leggen. Hij was gewaarschuwd dat het parlement zou weigeren het verzoekschrift te ontvangen maar maakte van de gelegenheid gebruik om de West-Australische verzuchtingen publiek te maken.
Colebatch keerde naar Perth terug en zetelde van 1940 tot 1948 wederom in het West-Australische hogerhuis. Zijn echtgenote stierf in 1940 en op 21 december 1944 huwde hij de verpleegster, Marion Frances Gibson. Colebatch kreeg bij haar nog een zoon.

## Federale politiek
Colebatch was van 1927 tot 1929 lid van de koninklijke commissie die de grondwet van het gemenebest Australië diende te onderzoeken. Hij onderschreef het verslag dat voor het behoud van de federatie pleitte. Een verdere integratie "zou tot verlamming in het centrum en bloedarmoede elders leiden".
Van 1928 tot 1933 zetelde Colebatch op vraag van de 'Nationalist Party' in de Australische senaat. Hij stemde toe op voorwaarde dat hij onafhankelijk van de partij kon werken. Het thema van de verdere integratie van Australië bleef hem bezighouden. Hij schreef diverse pamfletten alsook teksten die in de voornaamste kranten van Sydney en Melbourne verschenen. Colebatch was voorzitter van de in Melbourne gevestigde 'Tariff Reform League' en hevig tegenstander van hoge invoertarieven die in het nadeel van de kleinere zich nog ontwikkelende staten speelden.

## Nalatenschap
Colebatch stierf op 12 februari 1953 en werd op het anglicaanse deel van het kerkhof van Karrakatta begraven. Zijn tweede echtgenote, twee zonen uit het eerste huwelijk en een zoon uit het tweede huwelijk bleven achter.
- Australian Dictionary of Biography: colebatch-sir-harry-pateshall-hal-5725
- Gemeinsame Normdatei: 1115515454
- International Standard Name Identifier: 0000 0000 6404 2251
- Library of Congress Control Number: no2005043318
- Nationale bibliotheek van Australië: 36200725
- Nederlandse Thesaurus van Auteursnamen: 107551047
- SNAC: w6wm4qh1
- Trove: 1228142
- Virtual International Authority File: 63740791